# 키코리키

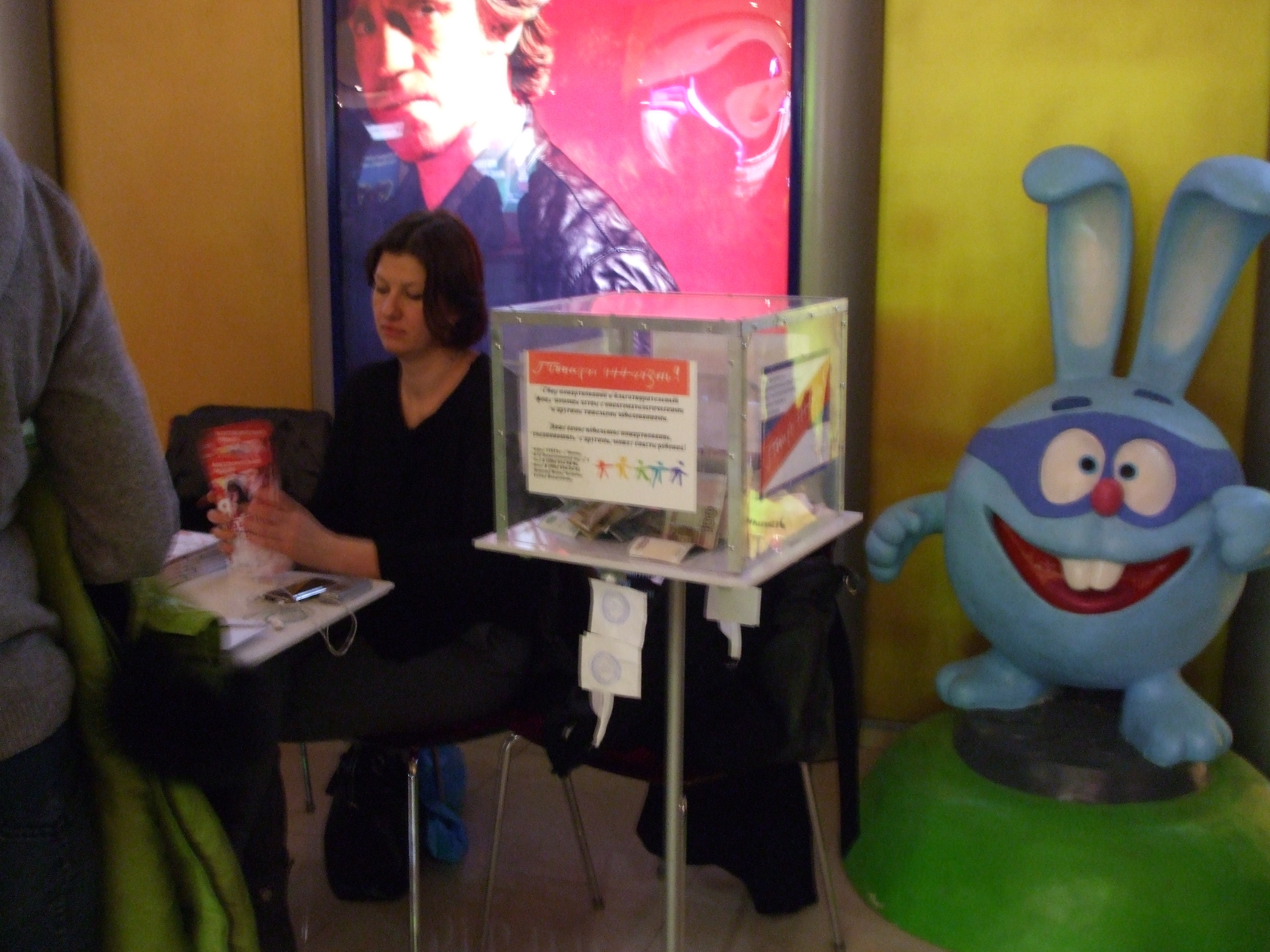

키코리키(Kikoriki) 또는 스메샤리키(러시아어: Смешарики)는 러시아의 텔레비전 애니메이션이다.